# 小行星1550

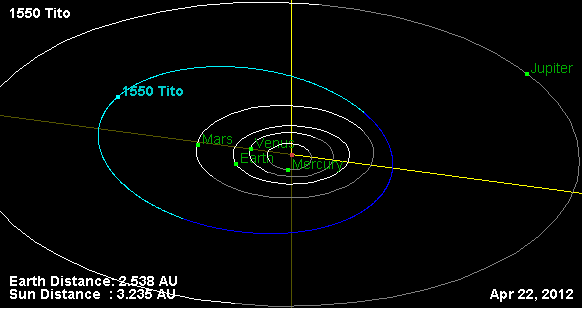

小行星1550（1550 Tito）是一颗围绕太阳公转的小行星。1937年11月29日，米洛拉德·B·普羅蒂奇在贝尔格莱德发现了此天体。
該小行星以南斯拉夫政治人物約瑟普·布羅茲·狄托命名。
这颗小行星的绝对星等为310.3414385970076等。